# Leonardo Alfredo Ramos Giró
Leonardo Alfredo Ramos Giró (Montevideo, 11 de setembre de 1969) és un futbolista uruguaià retirat.Leo Ramos va ser internacional per l'Uruguai en vuit ocasions. Va militar a nombrosos equips de l'Argentina, com ara Vélez Sársfield, Banfield, Estudiantes de La Plata, River Plate Chacarita Juniors. També va disputar la lliga espanyola a les files de la UD Salamanca, i a la xilena amb el Club Social y Deportivo Colo-Colo.